# Journal of Economic Perspectives
O Journal of Economic Perspectives (JEP) é uma revista científica de economia trimestral publicada pela American Economic Association.
Alguns dos seus objectivos, segundo os seus próprios editores passam pela integração de diferentes linhas de pesquisa, analisar politica económica, avançar com novos focos de pesquisa, fornecer leituras para uso na sala de aula e discutir temas relacionados com a profissão. 
O seu actual editor é Andrei Shleifer.